# Max von der Groeben
Maximilian „Max” Graf von der Groeben (ur. 15 stycznia 1992 w Kolonii) – niemiecki aktor telewizyjny i filmowy.

## Życiorys
Urodził się w Kolonii jako syn prezenterki wiadomości Ulrike von der Groeben i dziennikarza sportowego Alexandra von der Groebena. Ma młodszą siostrę Carolin (ur. 13 lutego 1995), która również została aktorką.

## Filmografia

### Filmy fabularne
- 2004: Kings of Comedy
- 2005: Der kleine Eisbär 2: Die geheimnisvolle Insel jako Chucho  (głos)
- 2005: Czerwony Kapturek (Rotkäpchen, TV) jako Konrad
- 2011: Freilaufende Männer (TV) jako uczeń na drodze
- 2011: Neue Chance zum Glück (TV) jako Max Cremer
- 2011: Inklusion - gemeinsam anders (TV) jako Paul Fischer
- 2013: Permanent Vegetative State [PVS] (film krótkometrażowy) jako Nik
- 2013: Der Staatsanwalt - odcinek Bis aufs Blut jako Tobias Heinlein
- 2013: Szkolna imprezka (Fack ju Göhte) jako Danger
- 2014: Bibi & Tina – Der Film jako Freddy
- 2014: Doktorspiele jako Harry
- 2014: Bibi & Tina: Voll verhext! jako Freddy
- 2014: Unperfekt (teledysk do utworu Mateo Jaschika)
- 2015: Szkolna imprezka 2 (Fack ju Göhte 2) jako Danger
- 2015: Bibi & Tina: Mädchen gegen Jungs jako Freddy
- 2015: Abschussfahrt jako Max Schmeller
- 2017: Bibi & Tina: Tohuwabohu Total jako Freddy
- 2017: Szkolna imprezka 3 (Fack ju Göhte 3) jako Danger
- 2017: Nachtschicht – Ladies First jako Punk

### Seriale TV
- 2005: Bernds Hexe jako Max Bauermann
- 2006-2008: Playhouse Disney (Nouky und seine Freunde)
- 2007: Spurlos – Alles muss versteckt sein
- 2008: Lenny & Twiek - głos
- 2010: Unsere Farm in Irland jako Tom Gallaway
- 2011: Danni Lowinski jako Mirco
- 2011: SOKO Köln - odcinek Klassentreffen jako Marc Westen (młody)
- 2012: Telefon 110 (Polizeiruf 110: Eine andere Welt) jako Dietrich 'Ditsche' Kummert
- 2012: Unter Uns (Między nami; 2 odcinki) jako Lars Winkler
- 2012–2015: Die LottoKönige jako Theo König
- 2013: SOKO Köln - odcinek Die Gunst der Stunde jako Thorsten Opoczynski
- 2016: Tatort: Mia san jetz da wo’s weh tut jako Benny